# 2.5G
2.5G är samlingsnamnet för ett antal mobiltelefonitekniker som tar 2G nära 3G. 2.5G är således ingen standard i sig.